# Perognathus fasciatus
Perognathus fasciatus е вид бозайник от семейство Торбести скокливци (Heteromyidae).

## Разпространение
Видът е разпространен в Канада (Албърта, Манитоба и Саскачеван) и САЩ (Колорадо, Монтана, Небраска, Северна Дакота, Уайоминг, Южна Дакота и Юта).